# Observació participant
L'observació participant és un mètode de recerca qualitativa utilitzat en les ciències socials, que es va desenvolupar dins l'antropologia cultural, però amb el temps també es fa servir en la sociologia, els estudis de comunicació i la psicologia social. El cercador s'ha d'integrar en el grup estudiat per tal d'obtenir informació Del funcionament. És diferent de l'operació encoberta, utilitzat per la polícia i els serveis secrets en el sentit que el grup observat sap el paper del cercador, que no fa res de clandestí.
Consisteix que l'investigador interaccioni amb els investigats en el context propi d'aquests, compartint-ne l'experiència quotidiana, alhora que es recullen dades de manera sistemàtica i no intrusiva. Durant el procés de recerca l'investigador passa a formar part del grup estudiat, ha de ser acceptat per aquest i ha de negociar socialment la seva posició i participació.
Tot i que hi ha antecedents anteriors, el mètode es desenvolupa a partir de la dècada dels anys 30 del segle xx a través del treball de camp dels antropòlegs socials, especialment dels estudiants de Franz Boas als Estats Units i en la recerca de sociologia urbana de l'Escola de Chicago. S'ha utilitzat per estudiar comunitats de tota classe: religioses, laborals, subcultures urbanes, sociabilitat a les xarxes digitals, etc.
L'investigador manté un punt equidistant entre l'objectivitat i la identificació amb els altres informants, que li permet d'observar i comprendre «des de dins» un fenomen. Per tant, suposa adoptar un enfocament que combini l'esperit crític amb l'empatia. Les principals limitacions com a metodologia de recerca sorgeixen justament d'aquest difícil equilibri.